# محمد أمين رضائي
محمد أمين رضائي (بالفارسية: محمدامین رضایی) هو لاعب كرة قدم إيراني في مركز حراسة المرمى، ولد في 21 أغسطس 1996 في أمل في إيران. لعب مع نادي نساجي مازندران.

## وصلات خارجية
- محمد أمين رضائي على موقع Soccerway.com (الإنجليزية)